# 磷酸氢锆
磷酸氢锆是一种无机化合物，化学式为Zr(HPO4)2，其一水合物可简写为α-ZrP。它可由氯化氧锆在盐酸（2 M）和磷酸（4 M）的混合溶液中反应制得。它在600 °C分解为ZrP2O7。

## 同分异构体
Zr(HPO4)2存在一种同分异构体，ZrPO4(H2PO4)，它的二水合物（γ-ZrP，CAS RN：13772-31-1 ）可由氧氯化锆和磷酸二氢铵在8 M氢氟酸中反应，所得固体再和1 M盐酸反应得到。